# 江热乡
江热乡（藏語：ལྕང་རྭ་，威利转写：lcang rwa），是中华人民共和国西藏自治区日喀则市江孜县下辖的一个乡镇级行政单位。

## 行政区划
江热乡下辖以下地区：
扎西岗村、江热村、班觉伦布村、亚吾村、热旦岗村、让康村、扎雄村、帕贵村、加堆村、仁庆林村、拉鲁村和帕贵新村。